# Synodontis nigriventris
Synodontis nigriventris — вид риб родини Пір'явусі соми (Mochokidae). Мешканець прісних водойм тропічної Африки. Тримають також ув акваріумах. Відомий під назвою «сом-перевертень» завдяки особливостям поведінки — значну частину часу ця риба плаває догори черевом.

## Опис
Тіло коренасте, дещо сплющене по боках. Профіль черевця вигнутий менше за профіль спини. Очі великі. Рот нижній із трьома парами вус. Хвостовий плавець дволопастний. Спинний плавець трикутної форми та має потужний перший промінь. Наявний великий жировий плавець. Забарвлення сірувато-бежеве з розкиданими по тілу і плавцях чорно-коричневими плямами. Черевце темніше за спину. Статевий диморфізм виражений слабко: тіло самки у більших плямах, самець дрібніший та стрункіший за самку (самці виростають до 6 см завдовжки, самки — до 9,5 см).

## Поведінка
Особливостям пересування сома-перевертня присвячено чимало спеціальних досліджень. Молоді соми плавають у нормальному для більшості риб положенні — черевом донизу, перевертання відбувається лише через два місяці. Дорослі соми віддають перевагу плаванню догори черевом у товщі води, а також біля дна; причому у такому положенні вони плавають швидше. Під час плавання догори черевом він може також живитися, ловлячи здобич з поверхні води. Дослідження впливу гравітації на цього сома показали, що він має високу здатність підтримувати положення тіла «догори черевом» та відчуття сил тяжіння швидше за все сприяє тому, що у нього відрізняється контроль положення тіла від багатьох інших риб.  Такий спосіб плавання призводить до збільшення витрат енергії, проте воно компенсується більш успішним здобуванням їжі на поверхні води. «Перевернутий», спосіб плавання, ймовірно, розвинувся у зв'язку з нічним способом життя.

## Існування в природі
Поширений у середній течії басейну річки Конго, охоплюючи озеро Малебо та р. Касаї і Убангі. Також є повідомлення про мешкання виду в р. Куілу у Республіці Конго. Інтродуковано на Філіппіни. Бентопелагіальна риба. Досягає у довжину 9,6 см. Живиться переважно вночі комахами, ракоподібними та рослинною їжею.

## Утримання в акваріумі

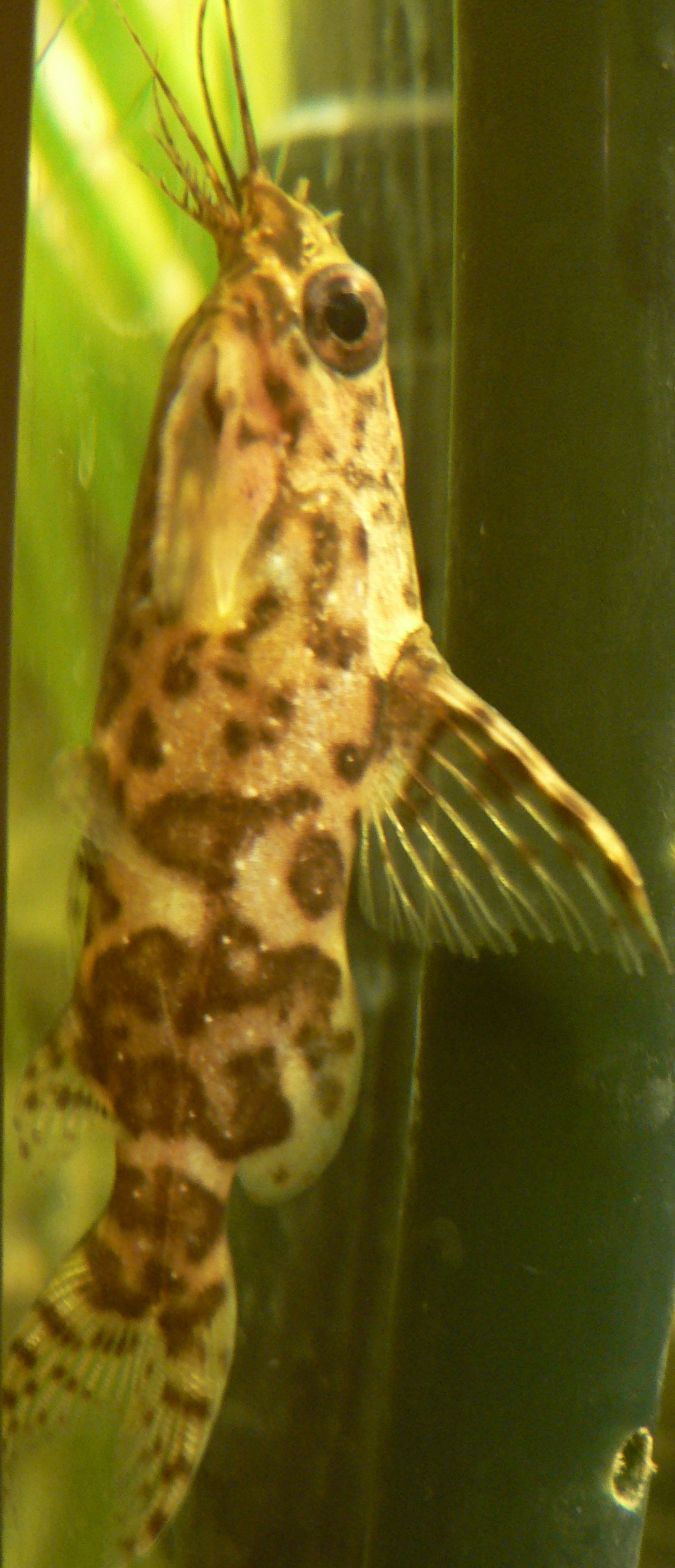
Сом-перевертень в акваріумі

Це зграйна миролюбна риба. Активність проявляє з настанням присмерків, у денний час ховається в укриттях. Для утримання сома-перевертня необхідний акваріум від 50 літрів із різноманітними укриттями (гроти, корчі тощо). Ідеальний ґрунт — гравій або обкатаний пісок.
Оптимальні параметри води: температура 24—26 °C, pH 6,5—7,5, твердість 4—15°dH. Потрібна фільтрація, аерація та щотижнева заміна води.
Цей сом може живитись як живими (мотиль, креветки, артемія), рослинними так і комбінованими (гранули, пластівці) кормами. Можна додавати у меню овочі — огірки, кабачки. Слід врахувати, що ці соми схильні до переїдання.

## Розведення
Статевої зрілості досягає у 2-3 роки. Для розведення потрібен акваріум об'ємом від 50 л з різноманітними укриттями і плавальними рослинами. Параметри води: температура 24—27 °C, pH близько 7, твердість близько 10°dH. В умовах акваріума нерест відбувається рідко, тому для стимуляції розмноження застосовують гормональну ін'єкцію. Перед нерестом плідників (1 самець і 1 самка) відсаджують окремо та добре годують. Самиця відкладає понад 450 ікринок. Мальки починають плавати на 4-ту добу та спочатку мають нормальне положення тіла і починають перевертатися через 7-8 тижнів.